# Championnats du monde de tennis de table 1935
Navigation
Édition précédente Édition suivante
Les championnats du monde de tennis de table 1935, neuvième édition des championnats du monde de tennis de table, ont lieu du 8 au 16 février 1935 à Londres, au Royaume-Uni.
Le titre en simple messieurs est remporté par Viktor Barna pour la cinquième fois.